# Newestino (obwód Kiustendił)
Newestino (bułg. Невестино) – wieś w Bułgarii, w obwodzie Kiustendił, siedziba administracyjna gminy Newestino. Według danych szacunkowych Ujednoliconego Systemu Ewidencji Ludności oraz Usług Administracyjnych dla Ludności, 15 czerwca 2020 roku miejscowość liczyła 513 mieszkańców.

## Zabytki
W rejestrze zabytków Newestina znajduje się Kadin most, zbudowany w 1470 roku.